# Soteska Vikos
Soteska Vikos (grško: Φαράγγι του Βίκου) je soteska v Pindskem gorstvu v severni Grčiji. Leži na južnih pobočjih gore Tymfi, in je dolga približno 20 km, globoka od 120 do 490 m in široka od 400 m do le nekaj metrov na njenem najožjem delu. 
Vikos je med drugim v Guinnessovi knjigi rekordov uvrščena med »najgloblje soteske glede na njeno širino«. 

## Ime
Ime Vikos verjetno izvira iz albanske besede za most ali leseni prehod (vig-u ali vig-ku) zaradi lesenega mostu iz osmanske dobe, ki je bil nekoč postavljen v soteski.

## Lega
Soteska se nahaja v osrednjem območju narodnega parka Vikos – Aoös v regiji Zagori. Začne se med vasjo Monodendri in Koukouli in konča v bližini vasi Vikos (ali Vitsiko). Soteska zbira vode številnih majhnih potokov in jih vodi v reko Voidomatis, ki nastane v soteski. Večji del je reka Voidomatis le sezonska in je obstoja le na najnižjem delu soteske. Soteska Vikos je tudi znanstveno zanimiva zatočišče ogroženih vrst in vsebuje številne in raznolike ekosisteme.

## GeomorfologIja
Soteska Vikos, dolga 20 km, stene segajo od 120–490 m globoko in je široka od 400 m do le nekaj metrov. Glavni del soteske se razteza od vasi Vikos do Monodendrija in doseže globino približno 1000 m. 
Pokrajina 20 km dolge soteske, οd katere 12 km spada v osrednje območje parka , predstavlja raznolik relief in je zanjo značilna nenadna nadmorska višina. V srednjem in višjem pasu prevladujejo strma pobočja in strme skalnate pečine. Številni požiralniki prepredajo obe strani soteske in gibanje vode, ki odvaja različne skalnate materiale, ustvarja podaljšana melišča. Sotesko v smeri severozahod-jugovzhod je milijone let vrezala reka Voidomatis, pritok Aoosa. Voidomatis je večinoma sezonska reka, celoletni tok pa se pojavlja le v spodnjem delu soteske.
Ker je soteska Vikos globok prerez gore, njena pobočja odkrivajo vrsto skalnih tvorb različnih starosti. Zgornje plasti na globini 0–200 m sestavljajo razmeroma mladi eocenski apnenci, na globini 200 m–700 m pa plast iz obdobja kampanijskega obdobja pozne krede, medtem ko je pod 700 m sestavljena iz jurskega in krednega apnenca. V najglobljih plasteh prevladuje sivi jurski dolomit. Sedimentne in litološke preiskave v porečju reke Voidomatis so pokazale, da so najgloblje naplavine sestavljene iz apnenčastega materiala, ki ga je reka Voidomatis z ledeniškim delovanjem pred približno 30.000 leti prenesla z ledenikov. Naslednja (srednja) nahajališča so plod odstranjevanja poledenitve in daljšega odtekanja iz pogorja pred približno 20.000 leti, medtem ko se zunanja enota pripisuje človekovim dejavnostim, povezanim s pastirstvom, ki je povzročilo dolgotrajno krčenje gozdov in erozijo tal. Porečje reke Voidomatis vsebuje dokaze za tri glavne faze poledenitve, pri čemer sta se dve največji in najzgodnejši zgodili v srednjem pleistocenu. Zadnja faza ledeniške dejavnosti se je verjetno zgodila med zadnjim ledeniškim maksimumom, pred 22.000 in 20.000 leti pred sedanjostjo.
V času velikih poledenjtev srednjega pleistocena se je površinski odtok iz ledeniške taline dovajal neposredno v mrežo rečnih kanalov, ker je bil večji del gorskega apnenčastega terena prekrit z ledom, mnogi kanali na krasu pa so bili zamašeni z usedlinami ali trajno zamrznjeni. Zaradi tega so se ledeniški jeziki približali sodobnemu dnu doline. V nasprotju s tem pa je med ledeniškim in medstadialnim obdobjem prišlo do učinkovitejšega spenjanja med površinskim drenažnim omrežjem in notranjim kraškim drenažnim sistemom. Ker se apnenec raztaplja, ko se voda pretaka skozi pore, se je razvil razširjen podzemni drenažni sistem z jamami in kanali, ki so se s časom, ko so se njihove strehe razširile, ustvarjali skalnate značilnosti in pravokotne pobočja, kar je tudi razlog, da je vode malo. Šele, ko je dosežen neprehoden sloj, se na površju pojavi voda.

## Rastlinstvo in živalstvo

### Rastlinstvo
Številna zelišča soteske Vikos in sosednjih območij v narodnem parku Vikos- Aoös so imela zdravilne lastnosti in so jih nekoč nabirali lokalni zdravilci, v pogovoru imenovani »zdravniki Vikos« (grško: Βικογιατροί, Vikoiatri). Ti zeliščni zdravilci so uporabljali posebne recepte, ki so bili pogosto kopije starogrških receptov Hipokrata ali Dioskorida in so postali znani tudi zunaj meja Grčije. Rastline, ki se uporabljajo v teh receptih so navadna melisa Melissa officinalis), srebrna lipa (Tilia tomentosa), zelena meta (Mentha spicata), jesenček (Dictamnus albus), šentjanževka (Hypericum perforatum), pravi pelin (Artemisia absinthium), zelo priljubljen sklepnjak Sideritis raeseri, v Grčiji pogovorno znan kot »gorski čaj« in črni bezeg (Sambucus nigra). Kemični pregled teh avtohtonih rastlinskih vrst je pokazal, da so za veliko število značilne biološko aktivne sestavine. Zbirka 2500 posušenih vrst lokalnih rastlin in zelišč je razstavljena v lokalnem prirodoslovnem muzeju v vasi Koukouli.

### Živalstvo
Ena izmed posebnih lokalnih znamenitosti je obstoj gamsa (Rupicapra rupicapra), redke vrste, ki živi na višjih legah daleč od človeške dejavnosti, zlasti na skalnatih pečinah , na primer v Megas Lakosu, sekundarni grapi soteske Vikos.

## Rekreacija
Nad najglobljim delom soteske v kraju Oxia je naravna razgledna ploščad, ki leži 3 km ob novo zgrajeni poti iz vasi Monodendri. Drugo razgledno mesto nad sotesko je Beloi, na vzhodni strani soteske, dostopno iz vasi Vradeto.
V sotesko se iz Monodendrija spušča pohodniška pot. Pot nato vodi skozi sotesko proti severu do izvirov reke Voidomatis, od koder vodijo poti iz soteske do vasi Papingo na severni strani soteske ali do vasi Vikos na južni strani soteske. Skozi sotesko je mogoče tudi hoditi na jug od Monodendrija do kamnitih mostov iz 18. stoletja v bližini Kipija.

## Človeška zgodovina
Pomembni epipaleolitski artefakti so bili odkriti v skalnem zavetju na bregovih reke Voidomatis. V 9. do 4. stoletju pr. n. št. je med Monodendri in Vitsa obstajalo majhno mološko naselje, vključno s kamnitimi hišami in dvema pokopališčema, ki so prinesla pomembne najbe. Vendar je bilo večino zgodovinskega obdobja lokalno prebivalstvo v bližnjih vaseh redko. Zemljišče ob soteski Vikos je bilo v glavnem namenjeno pastirstvu in dobavi drv.

## Galerija
- Pogled na sotesko iz Oxia.
- Pogled na sotesko iz Oxia.
- Pogled na sotesko iz Papigo.
- Pogled na sotesko iz Papigo.
- Pot do soteske Vikos.
- Pot do soteske Vikos.